# خشم الكلب
خشم الكلب موقع طبيعي يقع في محافظة القصرين وسط غرب تونس، ويُغطي مساحة 307 هكتار. صُنف كمحمية طبيعية في عام 1993.